# Charles Armstrong-Jones, vikomt Linley
Charles Armstrong-Jones, vikomt Linley (* 1. července 1999, Londýn) je britský aristokrat, dědic titulu hrabě ze Snowdonu a pravnuk krále Jiřího VI. Je 26. v pořadí na britský trůn.

## Život
Narodil se 1. července 1999 v londýnské The Portland Hospital for Women and Children jako syn Davida Armstronga-Jonese, vikomta Linley a jeho manželky Sereny Armstrong-Jones roz. Stanhope. Pokřtěn byl roku 1999 v St James's Palace, jeho kmotry byly Lady Bruce Dundas, Nigel Harvey, Nick Powell, Orlando Rock, Lucinda Cecil a Rita Konig.
Roku 2012 mu byl jeho pratetou královnou Alžbětou II. udělen titul Prvního čestného pážete, kterým byl do roku 2015.
Od 13. ledna 2017 mu náleží titul vikomt Linley.
Od roku 2017 studuje obor Product Design Engineering na Loughborough University.